# Prix littéraires du Gouverneur général 1989
Liste des Prix littéraires du Gouverneur général pour 1989, chacun suivi des finalistes.

## Français

### Prix du Gouverneur général: romans et nouvelles de langue française
- Louis Hamelin, La Rage
- Robert Lalonde, Le Diable en personne
- Jacques Poulin, Le Vieux Chagrin

### Prix du Gouverneur général: poésie de langue française
- Pierre Desruisseaux, Monème
- Christiane Frenette, Cérémonie mémoire
- Élise Turcotte, La Terre est ici

### Prix du Gouverneur général: théâtre de langue française
- Michel Garneau, Mademoiselle Rouge
- Michel Marc Bouchard, Les Muses orphelines
- Robert Claing, La Femme d'intérieur

### Prix du Gouverneur général: études et essais de langue française
- Lise Noël, L'Intolérance : une problématique générale
- Jean Éthier-Blais, Fragments d'une enfance
- Pierre Morency, L'Œil américain

### Prix du Gouverneur général: littérature jeunesse de langue française - texte
- Charles Montpetit, Temps mort
- Jacques Lazure, Le Domaine des Sans Yeux
- Joceline Sanschagrin, La Fille aux cheveux rouges

### Prix du Gouverneur général: littérature jeunesse de langue française - illustration
- Stéphane Poulin, Benjamin et la saga des oreillers
- Frédéric Back, L'Homme qui plantait des arbres
- Philippe Béha, Mais que font les fées avec toutes ces dents?

### Prix du Gouverneur général: traduction de l'anglais vers le français
- Jean Antonin Billard, Les Âges de l'amour
- Ronald Guévremont, Comme un vent chaud de Chine
- Christine Klein-Lataud, Un oiseau dans la maison

## Anglais

### Prix du Gouverneur général: romans et nouvelles de langue anglaise
- Paul Quarrington, Whale Music
- Ann Copeland, The Golden Thread
- Helen Weinzweig, A View from the Roof

### Prix du Gouverneur général: poésie de langue anglaise
- Heather Spears, The Word for Sand
- Tim Lilburn, Tourist to Ecstasy
- Stephen Scobie, Dunino

### Prix du Gouverneur général: théâtre de langue anglaise
- Judith Thompson, The Other Side of the Dark
- Tomson Highway, Dry Lips Oughta Move to Kapuskasing
- John Krizanc, Tamara

### Prix du Gouverneur général: études et essais de langue anglaise
- Robert Calder, Willie-The Life of W. Somerset Maugham
- Janice Boddy, Wombs and Alien Spirits
- Robert MacNeil, Wordstruck
- Dale Russell, An Odyssey in Time: The Dinosaurs of North America

### Prix du Gouverneur général: littérature jeunesse de langue anglaise - texte
- Diana Wieler, Bad Boy
- Kit Pearson, The Sky is Falling
- Eliane Corbeil Roe, Circle of Light

### Prix du Gouverneur général: littérature jeunesse de langue anglaise - illustration
- Robin Muller, The Magic Paintbrush
- Michèle Lemieux, A Gift from Saint Francis
- Jan Thornhill, The Wildlife 123

### Prix du Gouverneur général: traduction du français vers l'anglais
- Wayne Grady, On the Eighth Day
- Arlette Francière, Kaleidoscope
- Donald Winkler, Rose and Thorn